# Зелена зона (Багдад)
Зелена зона (араб. المنطقة الخضراء, трансліт. al-minṭaqah al-ḫaḍrā) — назва району в центрі Багдада (Ірак), де розташовані іноземні та урядові об'єкти. Має площу 10 км² у районі Карха в центральній частині Багдада.

## Історія
Офіційно район має назву «міжнародна зона», проте засоби масової інформації традиційно використовують назву «зелена зона». Назва з'явилася в 2003 році через окупацію Іраку військами міжнародної коаліції. Назва вживається на противагу Червоній зоні — частини Багдада безпосередньо за периметром, але також застосовується до всіх незабезпечених районів за межами військових постів. Обидва терміни виникли як військові.
До війни в цьому районі в центрі Багдада були вілли урядовців, міністерства та декілька палаців Саддама Хусейна. Після повалення режиму Хусейна у квітні 2003 року найбільший з палаців, Республіканський Палац, був зайнятий американським Тимчасовим перехідним урядом. Тут же розташовані іноземні дипломати і представники громадських фірм, що займаються відбудовою Іраку. Таким чином, «зелена зона» стала центром міжнародної присутності у Багдаді.

## Безпека
«Зелена зона» з двох сторін охоплена річкою Тигр, що полегшує охорону району. Загальна площа «зеленої зони» становить близько 10 км. В умовах тривалих бойових дій і насильства в Іраку ця територія вважається найбезпечнішим місцем в країні, що підкреслено назвою. Вона повністю обнесена парканом і колючим дротом. Потрапити в «зелену зону» можна тільки через охоронювані іракськими військовослужбовцями контрольно-пропускні пункти. При цьому відбувається повний обшук і перевірка багажу відвідувача. На території самої «зеленої зони» також знаходяться блокпости.
Забезпечення безпеки «зеленої зони» ускладнене тим, що в ній проживає певна кількість місцевих жителів, які втратили свої будинки під час активних бойових дій у березні-квітні 2003 року і зайняли покинуті будинки у цьому районі. Деякі з них потенційно можуть співпрацювати з іракськими партизанськими формуваннями. Крім того, багато іракців, які працюють тут, живуть в інших частинах Багдада, де можуть мати контакти з повстанцями. Оскільки «зелена зона» добре захищена, атаки на неї зазвичай виробляються в формі мінометного обстрілу, дуже рідко призводять до жертв. Іноді робляться атаки смертників. У жовтні 2004 року в результаті такої атаки були знищені розташовані в «зеленій зоні» ринок та кав'ярня. Найрезонансніший теракт стався 12 квітня 2007 року, коли бомба вибухнула в кафетерії парламенту Іраку, загинула 1 людина і 22 зазнали поранень. Через мінометні обстріли зони, в результаті одного з яких загинули чотири цивільних фахівці з країн Азії, 3 травня амбасада США в Іраку віддала розпорядження своїм співробітникам надягати бронежилети і каски під час пересування за межами захищених будівель.
1 січня 2009 року контроль над «зеленою зоною» був переданий іракським силам безпеки.
4 січня 2020 року Зелена зона, після вбивства Касема Сулеймані американцями, зазнала ракетного удару.